# تيرينس لامبرت
تيرينس لامبرت (بالإنجليزية: Terence Lambert)‏ هو رسام بريطاني، ولد في 1951 في فارنهام في المملكة المتحدة.

## وصلات خارجية
- الموقع الرسمي